# Jinmeiyō kanji
I jinmeiyō kanji (人名用漢字,? lett. "caratteri cinesi per l'uso nei nomi") sono gli 861 kanji il cui uso è permesso nei nomi propri, sebbene tali kanji non siano presenti nell'elenco dei kanji d'uso comune (jōyō kanji). A causa della definizione un po' ambigua a volte si parla di jinmeiyō kanji comprendendo con questo termine sia i 2136 jōyō kanji, sia i jinmeyō kanji propriamente detti, riferendosi quindi al totale dei 2997 kanji effettivamente permessi nei nomi propri.

## Storia
Tra gli 861 jinmeiyō kanji sono presenti ben 212 varianti o "forme tradizionali" (kyūjitai) di altrettanti jōyō kanji. Altri 18 kanji sono presenti sia nella "forma moderna" (shinjitai), sia nella forma tradizionale.
Il numero dei jinmeiyō kanji è sempre aumentato nel tempo. Dai 92 kanji del 1951, anno di pubblicazione della lista, ai 985 del 2009. Solo la riforma del 2010 ne ha diminuito il numero, ma avendo semplicemente spostato 129 jinmeiyō kanji tra i jōyō kanji (e 5 jōyō kanji tra i jinmeiyō kanji) il numero di kanji permessi nei nomi nel complesso non è diminuito, anzi è cresciuto poiché i jōyō kanji sono ulteriormente aumentati comprendendo altri 67 kanji precedentemente estranei a qualsiasi lista ufficiale (noti come hyōgaiji, hyōgai kanji o jōyōgai kanji).

## Elenco degli 861 jinmeyō kanji
Elenco dei kanji il cui uso nei nomi propri, pur non essendo essi compresi tra i 2136 jōyō kanji, è comunque accettato. La maggior parte di essi è costituita da caratteri non semplificati e da forme tradizionali di jōyō kanji.

Di seguito compaiono suddivisi in tre gruppi: quelli senza variante insieme a 18 caratteri in forma shinjitai, i 18 precedenti nella loro forma kyūjitai e le 212 varianti di altrettanti jōyō kanji.

### Lista di 631 jinmeiyō kanji
Questa lista comprende 613 kanji privi di varianti (all'interno delle liste ufficiali) e 18 kanji presenti nella loro forma moderna, le cui varianti tradizionali compaiono nel blocco successivo.

丑丞乃之乎也云亘些亦 亥亨亮仔伊伍伽佃佑伶 侃侑俄俠俣俐倭俱倦倖 偲傭儲允兎兜其冴凌凜 凧凪凰凱函劉劫勁勺勿

匁匡廿卜卯卿厨厩叉叡 叢叶只吾吞吻哉哨啄哩 喬喧喰喋嘩嘉嘗噌噂圃 圭坐尭坦埴堰堺堵塙壕 壬夷奄奎套娃姪姥娩嬉

孟宏宋宕宥寅寓寵尖尤 屑峨峻崚嵯嵩嶺巌已巳 巴巷巽帖幌幡庄庇庚庵 廟廻弘弛彗彦彪彬徠忽 怜恢恰恕悌惟惚悉惇惹

惺惣慧憐戊或戟托按挺 挽掬捲捷捺捧掠揃摑摺 撒撰撞播撫擢孜敦斐斡 斧斯於旭昂昊昏昌昴晏 晃晒晋晟晦晨智暉暢曙

曝曳朋朔杏杖杜李杭杵 杷枇柑柴柘柊柏柾柚桧 栞桔桂栖桐栗梧梓梢梛 梯桶梶椛梁棲椋椀楯楚 楕椿楠楓椰楢楊榎樺榊

榛槙槍槌樫槻樟樋橘樽 橙檎檀櫂櫛櫓欣欽歎此 殆毅毘毬汀汝汐汲沌沓 沫洸洲洵洛浩浬淵淳渚 淀淋渥湘湊湛溢滉溜漱

漕漣澪濡瀕灘灸灼烏焰 焚煌煤煉熙燕燎燦燭燿 爾牒牟牡牽犀狼猪獅玖 珂珈珊珀玲琢琉瑛琥琶 琵琳瑚瑞瑶瑳瓜瓢甥甫

畠畢疋疏皐皓眸瞥矩砦 砥砧硯碓碗碩碧磐磯祇 祢祐祷禄禎禽禾秦秤稀 稔稟稜穣穹穿窄窪窺竣 竪竺竿笈笹笙笠筈筑箕

箔篇篠簞簾籾粥粟糊紘 紗紐絃紬絆絢綺綜綴緋 綾綸縞徽繫繡纂纏羚翔 翠耀而耶耽聡肇肋肴胤 胡脩腔脹膏臥舜舵芥芹

芭芙芦苑茄苔苺茅茉茸 茜莞荻莫莉菅菫菖萄菩 萌萊菱葦葵萱葺萩董葡 蓑蒔蒐蒼蒲蒙蓉蓮蔭蔣 蔦蓬蔓蕎蕨蕉蕃蕪薙蕾

蕗藁薩蘇蘭蝦蝶螺蟬蟹 蠟衿袈袴裡裟裳襖訊訣 註詢詫誼諏諄諒謂諺讃 豹貰賑赳跨蹄蹟輔輯輿 轟辰辻迂迄辿迪迦這逞

逗逢遥遁遼邑祁郁鄭酉 醇醐醍醬釉釘釧銑鋒鋸 錘錐錆錫鍬鎧閃閏閤阿 陀隈隼雀雁雛雫霞靖鞄 鞍鞘鞠鞭頁頌頗顚颯饗

馨馴馳駕駿驍魁魯鮎鯉 鯛鰯鱒鱗鳩鳶鳳鴨鴻鵜 鵬鷗鷲鷺鷹麒麟麿黎黛 鼎

### Jinmeiyō kanji presenti sia nella forma tradizionale che in quella moderna (18)
Lo schema è: kyūjitai (shinjitai)

亙（亘） 凜（凛）堯（尭）巖（巌）晄（晃）檜（桧）槇（槙）渚（渚）猪（猪）琢（琢）

禰（祢）祐（祐）禱（祷）祿（禄）禎（禎） 穰（穣） 萠（萌） 遙（遥）

Le forme shinjitai di questi kanji sono presenti nell'elenco precedente.

### Varianti tradizionali di jōyō kanji (212)
亞(亜) 惡(悪) 爲(為) 逸(逸) 榮(栄) 衞(衛) 謁(謁) 圓(円) 緣(縁) 薗(園) 應(応) 櫻(桜) 奧(奥) 橫(横) 溫(温)

價(価) 禍(禍) 悔(悔) 海(海) 壞(壊) 懷(懐) 樂(楽) 渴(渇) 卷(巻) 陷(陥) 寬(寛) 漢(漢) 氣(気) 祈(祈) 器(器)

僞(偽) 戲(戯) 虛(虚) 峽(峡) 狹(狭) 響(響) 曉(暁) 勤(勤) 謹(謹) 駈(駆) 勳(勲) 薰(薫) 惠(恵) 揭(掲) 鷄(鶏)

藝(芸) 擊(撃) 縣(県) 儉(倹) 劍(剣) 險(険) 圈(圏) 檢(検) 顯(顕) 驗(験) 嚴(厳) 廣(広) 恆(恒) 黃(黄) 國(国)

黑(黒) 穀(穀) 碎(砕) 雜(雑) 祉(祉) 視(視) 兒(児) 濕(湿) 實(実) 社(社) 者(者) 煮(煮) 壽(寿) 收(収) 臭(臭)

從(従) 澁(渋) 獸(獣) 縱(縦) 祝(祝) 暑(暑) 署(署) 緖(緒) 諸(諸) 敍(叙) 將(将) 祥(祥) 涉(渉) 燒(焼) 奬(奨)

條(条) 狀(状) 乘(乗) 淨(浄) 剩(剰) 疊(畳) 孃(嬢) 讓(譲) 釀(醸) 神(神) 眞(真) 寢(寝) 愼(慎) 盡(尽) 粹(粋)

醉(酔) 穗(穂) 瀨(瀬) 齊(斉) 靜(静) 攝(摂) 節(節) 專(専) 戰(戦) 纖(繊) 禪(禅) 祖(祖) 壯(壮) 爭(争) 莊(荘)

搜(捜) 巢(巣) 曾(曽) 裝(装) 僧(僧) 層(層) 瘦(痩) 騷(騒) 增(増) 憎(憎) 藏(蔵) 贈(贈) 臟(臓) 卽(即) 帶(帯)

滯(滞) 瀧(滝) 單(単) 嘆(嘆) 團(団) 彈(弾) 晝(昼) 鑄(鋳) 著(著) 廳(庁) 徵(徴) 聽(聴) 懲(懲) 鎭(鎮) 轉(転)

傳(伝) 都(都) 嶋(島) 燈(灯) 盜(盗) 稻(稲) 德(徳) 突(突) 難(難) 拜(拝) 盃(杯) 賣(売) 梅(梅) 髮(髪) 拔(抜)

繁(繁) 晚(晩) 卑(卑) 祕(秘) 碑(碑) 賓(賓) 敏(敏) 冨(富) 侮(侮) 福(福) 拂(払) 佛(仏) 勉(勉) 步(歩) 峯(峰)

墨(墨) 飜(翻) 每(毎) 萬(万) 默(黙) 埜(野) 彌(弥) 藥(薬) 與(与) 搖(揺) 樣(様) 謠(謡) 來(来) 賴(頼) 覽(覧)

欄(欄) 龍(竜) 虜(虜) 凉(涼) 綠(緑) 淚(涙) 壘(塁) 類(類) 禮(礼) 曆(暦) 歷(歴) 練(練) 鍊(錬) 郞(郎) 朗(朗)

廊(廊) 錄(録)